# Экологическое искусство
Экологическое искусство (Экоарт) — жанр искусства и художественная практика, которая направлена на сохранение, восстановление и / или обновление форм жизни, ресурсов и экологии Земли, путем применения принципов экосистем к живым видам и их средам обитания в литосфере, атмосфере, биосфере и гидросфере, включающие пустынные, сельские, пригородные и городские районы. Этот жанр отличается от энвайронмента тем, что включает в себя восстановление функциональных экологических систем, а также социальные, активистские и коммунные интервенции. Экологическое искусство также затрагивает политику, культуру, экономику, этику и эстетику, поскольку они влияют на состояние экосистем. Экологическим искусством занимаются художники, учёные, философы и активисты, которые часто сотрудничают в проектах по реставрации, восстановлению и информированию общественности.

## История
Исторические прецеденты экоарта включают в себя энвайронмент, земляные работы, ленд-арт, устойчивое (сустейнбл) искусство, пейзажную живопись и пейзажную фотографию. Исторически первые работы экоарта можно отнести к эпохе неолита, но согласно книге «Ecovention: current art to transform ecologies», в краткий список ключевых работ входит «Grass Mound» (1955) Герберта Байера в Институте искусств Аспена, Аспен, Колорадо; предложение Йозефа Бойса мер по очистке реки Эльбы в 1962 году в Гамбурге, Германия; Манифест Ханса Хааке 1965 года о основанном на времени, «естественном», динамически неопределенном искусстве; перфоманс Николаса Урибуру 1968 года «Green Power, coloration Grand Canal — Venice» и перфоманс Агнес Денес 1968 года «Haiku Poetry Burial, Rice Planting and Tree Chaining/Exercises in Eco-Logic» в округе Салливан, Нью-Йорк. 1969 год стал переломным для экоарта, в том числе из-за таких работ, как «Grass Grows» Хааке в Итаке, штат Нью-Йорк, и деятельности Алана Сонфиста, который рассказывал о значении лесов в городских районах и делал мониторинг качества воздуха в Нью-Йорке. Бетти Бомонт задокументировала очистку самого сильного разлива нефти в океан у побережья Санта-Барбары, штат Калифорния, в то время как Мирл Ладерман Юклс написала «Manifesto for Maintenance Art (Spaid)» (1969). Галерея Джона Гибсона в Нью-Йорке смонтировала выставку «Экологическое искусство», в которую вошли работы Уилла Инсли, Класа Олденбурга, Кристо, Питера Хатчинсона, Денниса Оппенгейма, Роберта Морриса, Роберта Смитсона, Карла Андре, Яна Диббетса и Ричарда Лонга. В 1969—1970 годах Хелен Майер Харрисон и Ньютон Харрисон совместно занимались нанесением на карту исчезающих видов по всему миру. В 1971 году художница Бонни Шерк исполняет перфоманс «Public Lunch with the Animals» в вольере со львами зоопарка Сан-Франциско. С 1972 по 1979 год Хелен и Ньютон Харрисон реализуют семь проектов, разработанных для лагун в Калифорнии и её окрестностях.
Эссе 1972 года «Искусство и экологическое сознание» в книге Гиоргия Кепеса «Arts of the Environment» выделяет жанр из энвайронмента. В 1992 году на выставке и в книге «Fragile Ecologies: Contemporary Artists' Interpretations and Solutions» историк искусства, доктор Барбара Матильски объясняет отличие экоарта от энвайронмента тем, что первое имеет этическую основу. В 1993 году Дон Круг, Рене Миллер и Барбара Уэстфолл представили воркшоп и выставку, посвященные экологическим системам и искусству, в Обществе экологического восстановления в Ирвине, штат Калифорния. Термин «Ecovention» был придуман в 1999 году как сочетание слов «Ecology» (экология) и «Intervention» (вмешательство) вместе с одноимённой выставкой, которую курировали Эми Липтон и Сью Спаид. На ней были представлены проекты художников, в которых используются изобретательные стратегии для физического преобразования местной экологии. В исследовательском отчете ЮНЕСКО 2006 года «Картография территории современных практик и сотрудничества в области ЭкоАрта» для аналитического центра «Искусство в экологии» по искусству и устойчивому развитию художница Бет Каррутерс использует термин «Ecoart». Текущее определение экологического искусства, разработанное коллективно Сетью международных художников EcoArt, основанной в 1998 году, гласит: «Экологическое искусство — это искусство, которое охватывает этику социальной справедливости как по своему содержанию, так и по форме / материалам. EcoArt создан для того, чтобы вдохновлять на заботу и уважение, стимулировать диалог и поощрять долгосрочное процветание социальной и природной среды, в которой мы живем. Это обычно проявляется как социально вовлеченное, активистское, основанное на сообществе восстановительное или интервенционистское искусство».

## Принципы
Художники, работающие в этой области, соблюдают один или несколько из следующих принципов::
- Сосредоточиться на сети взаимосвязей в нашей среде — на физических, биологических, культурных, политических и исторических аспектах экологических систем.[21][22]
- Создавать работы, в которых используются натуральные материалы или взаимодействовать с такими силами окружающей среды, как ветер, вода или солнечный свет.[23]
- Исправлять и восстанавливать поврежденную окружающую среду.[24]
- Информировать общественность об экологической динамике и экологических проблемах, с которыми мы сталкиваемся.[25][26]
- Пересмотреть экологические отношения, творчески предлагая новые возможности для сосуществования, устойчивого развития и исцеления.[27]

## Подходы
Экологическое искусство включает в себя множество различных подходов, в том числе:
- Представление: раскрывать информацию и условия посредством создания изображений и объектов с целью стимулирования диалога.[28]
- Реабилитационные проекты: исправление или восстановление загрязненной и разрушенной окружающей среды — эти художники часто работают с учеными-экологами, ландшафтными архитекторами и градостроителями.[29][30]
- Активистское и протестное искусство: вовлекать, информировать, возбуждать и активизировать изменение поведения и / или государственной политики.[31][32][33]
- Социальные скульптуры: социально вовлеченные, основанные на времени художественные работы, которые вовлекают сообщества в мониторинг ландшафтов, и принимают участие в устойчивых практиках и образе жизни.[34]
- Экопоэтическое искусство: переосмысление мира природы и вдохновение на сосуществование с другими видами..[35]
- Произведения непосредственного контакта: использование природных явлений, таких как вода, погода, солнечный свет, растения и т. д.[36]
- Дидактические или педагогические работы: распространение информации об экологической несправедливости и экологических проблемах, таких как загрязнение воды, почвы и опасности для здоровья через образование[37]
- Искусство взаимоотношений: вовлечение устойчивых, перманентных, пермакультурных сообществ.[38]